# Kuta Tonggal
Kuta Tonggal is een bestuurslaag in het regentschap Karo van de provincie Noord-Sumatra, Indonesië. Kuta Tonggal telt 321 inwoners (volkstelling 2010).